# 大山パーキングエリア
大山パーキングエリア（だいせんパーキングエリア）は、鳥取県西伯郡伯耆町にある米子自動車道のパーキングエリアである。上り線は鳥取県西伯郡伯耆町久古、下り線は鳥取県西伯郡伯耆町岸本にある。施設内から大山を一望することができる。
2011年（平成23年）6月30日に施設内に大山高原スマートインターチェンジが供用開始された。

## 道路

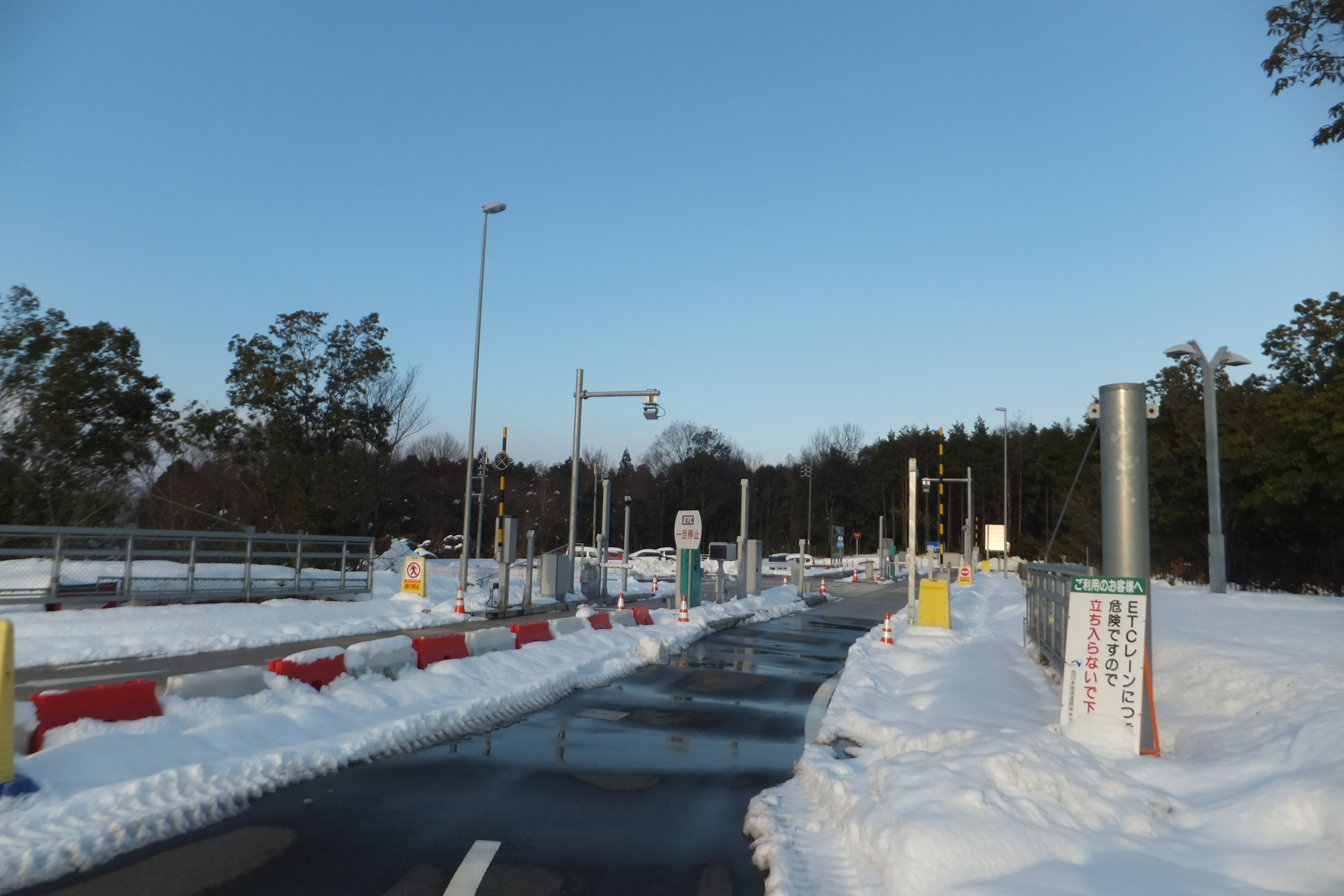
大山高原スマートインターチェンジ

- E73 米子自動車道

なお、上り線は一般道からウェルカムゲート(8:00-20:00)を介して利用可。

## 接続する道路
- 鳥取県道326号大山高原スマートインター線

## 歴史
- 2006年（平成18年）4月1日 : 下り線に災害対応型自動販売機を設置。
- 2008年（平成20年）2月1日 : 上り線の売店の運営事業者を中浦食品に変更。
- 2011年（平成23年）6月30日 : 大山高原スマートIC供用開始。
- 2015年（平成27年）7月10日 : 上り線のウェルカムゲート供用開始[1]。

## 施設

### 上り線（落合方面）
- 駐車場
  - トレーラー : 2台
  - 大型車 : 5台
  - 小型車 : 12台
  - 二輪車 : 4台
  - 車椅子用駐車場有（小型 : 1台）
- トイレ
  - 男性 大 : 2器（和式 : 0器・洋式 : 2器）・小 : 4器・子供用洋式トイレあり
  - 女性 5器（和式 : 1器・洋式 : 4器）・子供用小便器・洋式トイレあり
  - 車椅子 1器
- 給電スタンド（24時間）[2]
- ショッピング（中浦食品 8:00-20:00）
- 自動販売機
- 携帯電話充電器（8:00-20:00）
- バス停留所
- ウェルカムゲート（8:00-20:00）
  - 一般道側駐車場 : 7台

### 下り線（米子方面）
- 駐車場
  - トレーラー : 2台
  - 大型車 : 5台
  - 小型車 : 10台
  - 車椅子用駐車場有（小型 : 1台）
- トイレ
  - 男性 大 : 2器（和式 : 0器・洋式 : 2器）・小 : 4器・子供用洋式トイレあり
  - 女性 5器（和式 : 1器・洋式 : 4器）子供用小便器・洋式トイレあり
  - 車椅子 1器
- 自動販売機（災害対応型自動販売機）
- バス停留所

## 大山バスストップ
バス事業者は大山パーキング（だいせんパーキング）という呼称を使用している。
日本交通 (鳥取県)が関係する、米子を発着する一部の路線・便が停車する。いずれの路線も、下り線は降車専用・上り線は乗車専用となっており米子方面との直接の行き来は出来ない。

### 停車する路線
| のりば | 愛称                   | 会社名                               | 行先                                              | 備考     |
| ------ | ---------------------- | ------------------------------------ | ------------------------------------------------- | -------- |
| 上り線 | 米子エクスプレス京都号 | 日本交通 (鳥取県)・京阪バス          | 京都（京都駅烏丸口）                              |          |
| 上り線 | 山陰特急バス           | 日本交通 (鳥取県)・日本交通 (大阪府) | 大阪（大阪国際空港・なんば (OCAT)・弁天町）       |          |
| 上り線 | 山陰特急バス           | 日本交通 (鳥取県)・日本交通 (大阪府) | 大阪（なんば (OCAT)・USJ）                        |          |
| 上り線 | 山陰特急バス           | 日本交通 (鳥取県)・日本交通 (大阪府) | 大阪（梅田（阪急三番街高速バスターミナル））      |          |
| 上り線 | 山陰特急バス           | 日本交通 (鳥取県)・日本交通 (大阪府) | 神戸（三宮バスターミナル）・大阪（なんば (OCAT)） | 夜行便   |
| 上り線 | 山陰特急バス           | 日本交通 (鳥取県)・日本交通 (神戸市) | 神戸（三宮バスターミナル）                        |          |
| 下り線 | 降車専用               | 降車専用                             | 降車専用                                          | 降車専用 |

### バス停へのアクセス
- 伯耆町型バス事業スクールバス（八郷線） 大山パーキング入口バス停
- 伯耆町型バス事業デマンドバス（循環線） 大山パーキングバス停

## 周辺
- 大山

## 隣
E73 米子自動車道
(5) 溝口IC/BS - (5-1) 大山高原SIC/大山PA/BS - 米子TB - (6) 米子IC

## 備考
- 出雲方面は山陰自動車道の宍道湖SAまで、鳥取方面は名和PA（道の駅大山恵みの里）までサービスエリア・パーキングエリアがない。そのため、島根県東部高速道路利用促進協議会では、手軽に使える高速道路トイレマップを用意している。